# هالسینونید
هالسینونید (انگلیسی: Halcinonide) یک کورتیکواستروئید با قدرت بالا است که به صورت موضعی در درمان برخی از بیماری‌های پوستی به کار می‌رود.